# Nancy Kerrigan
 (décembre 2022).
Si vous disposez d'ouvrages ou d'articles de référence ou si vous connaissez des sites web de qualité traitant du thème abordé ici, merci de compléter l'article en donnant les références utiles à sa vérifiabilité et en les liant à la section « Notes et références ».
Pour les articles homonymes, voir Kerrigan.
Nancy Kerrigan, née le 13 octobre 1969 à Woburn (Massachusetts), est une patineuse artistique américaine. Son nom est souvent associé à l'affaire Harding-Kerrigan des Jeux olympiques de Lillehammer en 1994, où elle termina deuxième derrière l'Ukrainienne Oksana Baiul. Elle était entraînée par les Scotvolds.

## Biographie

### Enfance
Nancy Kerrigan a commencé à s'entraîner à l'âge de six ans. Elle vit à Boston. Elle paraît riche, alors qu'en vérité, elle vit entassée avec ses frères. Son père est soudeur et sa mère est mère au foyer. Elle a grandi auprès de ses frères avec lesquels elle jouait souvent au hockey sur glace. Elle se décrira elle-même plus tard comme un garçon manqué. Elle remporte sa première médaille de patinage artistique à l'âge de neuf ans.

### Affaire Harding-Kerrigan
Six semaines avant les Jeux olympiques d'hiver de 1994, la veille de championnats américains (qualificatifs pour ces jeux), Nancy Kerrigan est agressée et blessée au genou avec une barre de fer. L'enquête démontre que l'entourage de Tonya Harding est impliqué, son ex-mari ayant organisé le complot et son agent ayant blessé Nancy. Harding affirme n'avoir été au courant qu'un mois après l'implication de ses proches mais ne prévient la police qu'après qu'on lui eut évoqué les risques en cas de faux témoignage.
Nancy Kerrigan, moins blessée qu'on a pu le croire initialement, remporte la médaille d'argent des Jeux olympiques. Cette affaire la rend très populaire aux États-Unis. Tonya Harding ne finit, elle, qu'à la huitième place.

### Vie privée
Divorcée, elle s'est mariée en 1995 avec son agent, Jerry Solomon, avec qui elle a eu deux fils et une fille (Matthew, Brian et Nicole).
Elle a créé la Fondation Nancy Kerrigan en soutien aux personnes atteintes de troubles de la vision.

## Palmarès
| Jeux olympiques d'hiver     |         |         |         |         | 3e      |         | 2e      |  |  |  |  |  |  |  |
| Championnats du monde       |         |         |         | 3e      | 2e      | 5e      | F       |  |  |  |  |  |  |  |
| Championnats des États-Unis | 12e     | 5e      | 4e      | 3e      | 2e      | 1re     | F       |  |  |  |  |  |  |  |
|                             |         |         |         |         |         |         |         |  |  |  |  |  |  |  |
| Autres compétitions         | 1987/88 | 1988/89 | 1989/90 | 1990/91 | 1991/92 | 1992/93 | 1993/94 |  |  |  |  |  |  |  |
| Skate America               |         |         | 5e      |         |         | 2e      |         |  |  |  |  |  |  |  |
| Coupe d'Allemagne           |         |         |         |         | 1re     |         |         |  |  |  |  |  |  |  |
| Trophée de France           |         |         |         | 3e      | 3e      |         |         |  |  |  |  |  |  |  |
| Trophée NHK                 | 5e      |         |         |         |         |         |         |  |  |  |  |  |  |  |
| Légende : F = Forfait       |         |         |         |         |         |         |         |  |  |  |  |  |  |  |

## Cinéma et télévision
Nancy Kerrigan joue son propre rôle dans une scène du film Les Rois du patin en 2007 aux côtés de Will Ferrell.
Dans le film Moi, Tonya, biographie de Tonya Harding sorti en 2018, l'actrice Caitlin Carver interprète le rôle de Nancy Kerrigan.
En mars 2017, elle participe à Dancing with the Stars. Elle est éliminée en mai 2017, sept semaines après le début de la compétition, et trois semaines avant la finale.